# Грб Кирибата
Грб Кирибата је званични хералдички симбол пацифичке државе Кирибати. Грб је предложен 1. маја 1937. за до тада британску колонију Гилберт и Елис, а касније је постао званични грб Кирибата 1979. Исти мотив се види и на застави Кирибата.
Грб приказује златну птицу фрегату која лети преко излазећег Сунца на црвеној позадини, међу белим и плавим пругама (симбол Пацифика). Ове три пруге представљају море и три групе острва (Гилбертова острва, Фениксова острва и Линијска острва). Седамнаест зракова Сунца представљају 16 Гилбертових острва и острво Банаба. На траци испод штита је крилатица на гилбертијанском језику Te Mauri Te Raoi Ao Te Tabomoa (здравље, мир и просперитет).